# Raúl Boesel
Raúl Guilherme de Mesquita Boesel (ur. 4 grudnia 1957 w Kurytybie) – brazylijski kierowca wyścigowy.

## Wczesna kariera
Karierę wyścigową rozpoczął w 1979 roku. Rok później wyjechał do Wielkiej Brytanii, gdzie startował w Formule Ford oraz Formule 3. W 1981 zajął trzecie miejsce w brytyjskiej F3, co otworzyło mu drogę do Formuły 1.

## Formuła 1
Jesienią 1981 roku wziął udział w testach zespołu McLaren, ale umowę na starty w 1982 roku podpisał z ekipą Marcha. Sezon okazał się nieudany; nie zdobył żadnych punktów, a jego najlepszym wynikiem było ósme miejsce podczas Grand Prix Belgii na torze Zolder.
W 1983 roku przeniósł się do zespołu Ligiera, lecz ponownie nie zdobył żadnych punktów. Najlepszy wynik - siódme miejsce – zanotował podczas Grand Prix USA Zachód na torze Long Beach.
Po dwuletnim okresie startów w F1, wyjechał do Ameryki Południowej, gdzie ścigał się w tamtejszej Formule 2.

## CART
W 1985 roku zadebiutował w serii CART w zespole Dicka Simona, gdzie występował przez dwa sezony.
W 1987 roku został kierowcą fabrycznego zespołu Jaguara w Mistrzostwach Świata Prototypów (World Sportscar Championship), zdobywając tytuł mistrzowski. Pod koniec sezonu wrócił do CART, zastępując kontuzjowanego Roberto Guerrero w zespole Granatelli Racing.
W 1988 powrócił na stałe do CART w barwach zespołu Doug Shierson Racing, gdzie występował przez dwa sezony. W 1990 roku przeniósł się do ekipy Truesports, ale w kolejnym zdecydował się na powrót do ekipy Jaguara, startując w serii samochodów sportowych IMSA. W 24-godzinnym wyścigu w Le Mans zajął drugie miejsce.
Po raz trzeci powrócił do CART w 1992 roku, ponownie w barwach Dick Simon Racing. W 1993 roku zaliczył swój najlepszy sezon, zajmując piąte miejsce w klasyfikacji generalnej.
W 1995 roku przeniósł się do zespołu Rahal/Hogan, później występował jeszcze w Team Green, Patrick Racing i All American Racers, jednak bez większych sukcesów.

## Indy Racing League
W latach 1998–2002 startował - bez większego powodzenia - w serii Indy Racing League. W swoim najlepszym sezonie, 2002, zajął 19. miejsce w klasyfikacji generalnej.

## Kariera w liczbach
Łącznie w latach 1985–2002 wziął udział w 199 wyścigach; 172 w CART i 27 w IRL. Trzykrotnie startował z pole position. Nie odniósł ani jednego zwycięstwa, co plasuje go na czele listy wszech czasów pod względem największej liczby startów bez takiego osiągnięcia. Pięciokrotnie finiszował na drugim miejscu, w tym trzy razy w sezonie CART 1993.
Karierę wyścigową ostatecznie zakończył w 2005 roku. Obecnie pracuje jako disc jockey w rodzinnej Kurytybie.

## Starty w Indianapolis 500
| Rok  | Nadwozie      | Silnik         | Start | Wynik | Uwagi                                  |
| ---- | ------------- | -------------- | ----- | ----- | -------------------------------------- |
| 1985 | March         | Cosworth       | 23    | 18    | Chłodnica                              |
| 1986 | Lola          | Cosworth       | 22    | 13    |                                        |
| 1988 | March         | Cosworth       | 6     | 4     |                                        |
| 1989 | Lola          | Judd           | 9     | 3     |                                        |
| 1990 | Lola          | Judd           | 17    | 28    | Silnik                                 |
| 1992 | Lola          | Chevrolet      | 25    | 7     |                                        |
| 1993 | Lola          | Ford           | 3     | 4     |                                        |
| 1994 | Lola          | Ford           | 2     | 21    | Pompa wody                             |
| 1995 | Lola          | Ilmor-Mercedes | 22    | 20    | Przewód oleju                          |
| 1998 | G-Force       | Oldsmobile     | 30    | 19    |                                        |
| 1999 | Riley & Scott | Oldsmobile     | 33    | 12    |                                        |
| 2000 | G-Force       | Oldsmobile     | 24    | 16    |                                        |
| 2001 | G-Force       | Oldsmobile     |       |       | Zgłoszony; zastąpiony przez F.Giaffone |
| 2002 | Dallara       | Chevrolet      | 3     | 21    |                                        |